# Tian Ye (Mathematiker)
Tian Ye (* um 1971) ist ein chinesischer Mathematiker, der sich mit Zahlentheorie und arithmetischer Geometrie befasst.
Er wird in der westlichen Literatur als Ye Tian zitiert.
Tian Ye studierte ab 1989 an der Universität Sichuan (Diplom 1996), war dann an der University of Science and Technology in China und ab 1998 an der Columbia University, an der er 2003 bei Shou-Wu Zhang promoviert wurde (Euler Systems of CM Points on Shimura Curves). Als Post-Doktorand war er 2003/04 bei Andrew Wiles am Institute for Advanced Study und danach an der McGill University. Er forscht und lehrt seit 2006 an der Akademie für Mathematik und Systemtheorie (AMSS) der Chinesischen Akademie der Wissenschaften in Peking. 
2007 erhielt er die Morningside Medal in Silber und 2013 in Gold auf dem International Congress of Chinese Mathematics (ICCM). 2013 erhielt er den ICTP Ramanujan Prize. In der Laudatio wurde seine Vervollständigung des Beweises der Multiplizität 1 Vermutung für lokale Theta-Korrespondenzen, wichtige Arbeiten zu Heegner-Punkten und die Birch-Swinnerton-Dyer-Vermutung, der Beweis der Nicht-Existenz von rationalen Punkten auf getwisteten Fermat-Kurven und insbesondere Fortschritte beim Problem Kongruenter Zahlen (Existenz unendlich vieler kongruenter Zahlen mit beliebig vielen Primfaktoren) hervorgehoben.

## Schriften
- mit Jian-Shu Li, Binyong Sun: The multiplicity one conjecture for local theta correspondences. In: Inventiones Mathematicae. Band 184, 2011, S. 117–124
- Congruent numbers and Heegner points. In: Cambridge Journal of Mathematics. Band 2, 2014, S. 117–161, Arxiv
- mit Adrian Diaconu: Twisted Fermat curves over totally real fields. In: Annals of Mathematics. Band 162, 2005, S. 1353–1376, Arxiv